# José Teixeira Lopes
José Teixeira Lopes (Porto, 1872 – ?, 1919) foi um arquiteto português.

## Biografia
José Joaquim Teixeira Lopes Júnior nasceu na freguesia de Santo Ildefonso, concelho do Porto a 28 de janeiro de 1872. Era filho do artista José Joaquim Teixeira Lopes e irmão do escultor António Teixeira Lopes.
Entra em 1885 para a Escola de Belas Artes do Porto onde fez o 5.º ano de Arquitetura e Desenho Histórico (1891–1892).
Em 1892 vai ter com o seu irmão em Paris, onde fez a preparação para o concurso das "Beaux-Arts" na oficina de Blondel, que também era frequentada por Adães Bermudes.
Em 1897 regressou a Portugal tendo começado a trabalhar. 
É da sua autoria:
- a Casa-museu Teixeira Lopes (1898), em Vila Nova de Gaia;
- o arranjo do actual Museu Militar (Lisboa, 1895–1908) em colaboração com o seu irmão António Teixeira Lopes;
- A Quinta Vila Rachel, em São Mamede de Ribatua;
- o mausoléu de Oliveira Martins no Cemitério dos Prazeres, em Lisboa, também colaboração com o seu irmão António Teixeira Lopes.
- o Palacete Neomanuelino localizado entre a Avenida Brasil e a Rua de Gondarém, na Foz do Douro, Porto;
- as instalações da Ourivesaria Reis Filhos, Lda., na esquina das ruas de Santa Catarina e 31 de Janeiro, no Porto;
- o plano de urbanização da estância balnear de Miramar, em Vila Nova de Gaia;
- a ampliação da Casa da Quinta de São Roque, de António Ramos Pinto, na Rua de São Roque da Lameira, no Porto;[1]
- o Instituto Moderno (1915), na Quinta da Bela-Vista, em S. Roque da Lameira, premiado pela Câmara Municipal do Porto;
- o projeto da sede do Banco de Portugal, no Porto, elaborado com Ventura Terra;
- as instalações da Casa Bancária José Augusto Dias, Filho & Companhia, na Praça Almeida Garrett, no Porto (alteradas);[2]

Fez parte da Maçonaria, iniciado em 1898 na Loja Ave Labor do Grande Oriente Lusitano Unido, com o nome simbólico de Blondel.
Era casado com a pintora e professora Ernestina Teixeira Lopes.

## Galeria de fotos

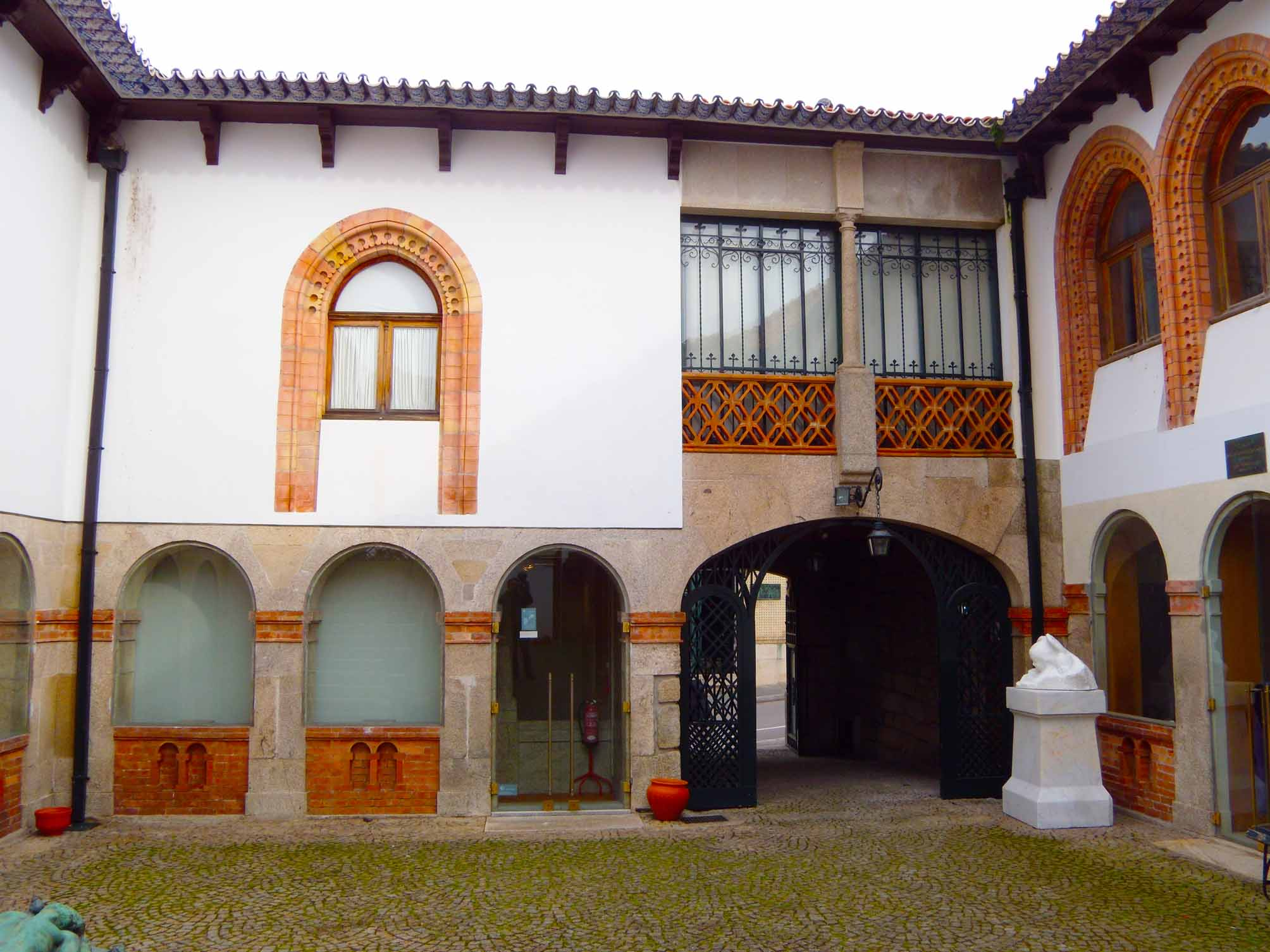
Casa-Museu Teixeira Lopes
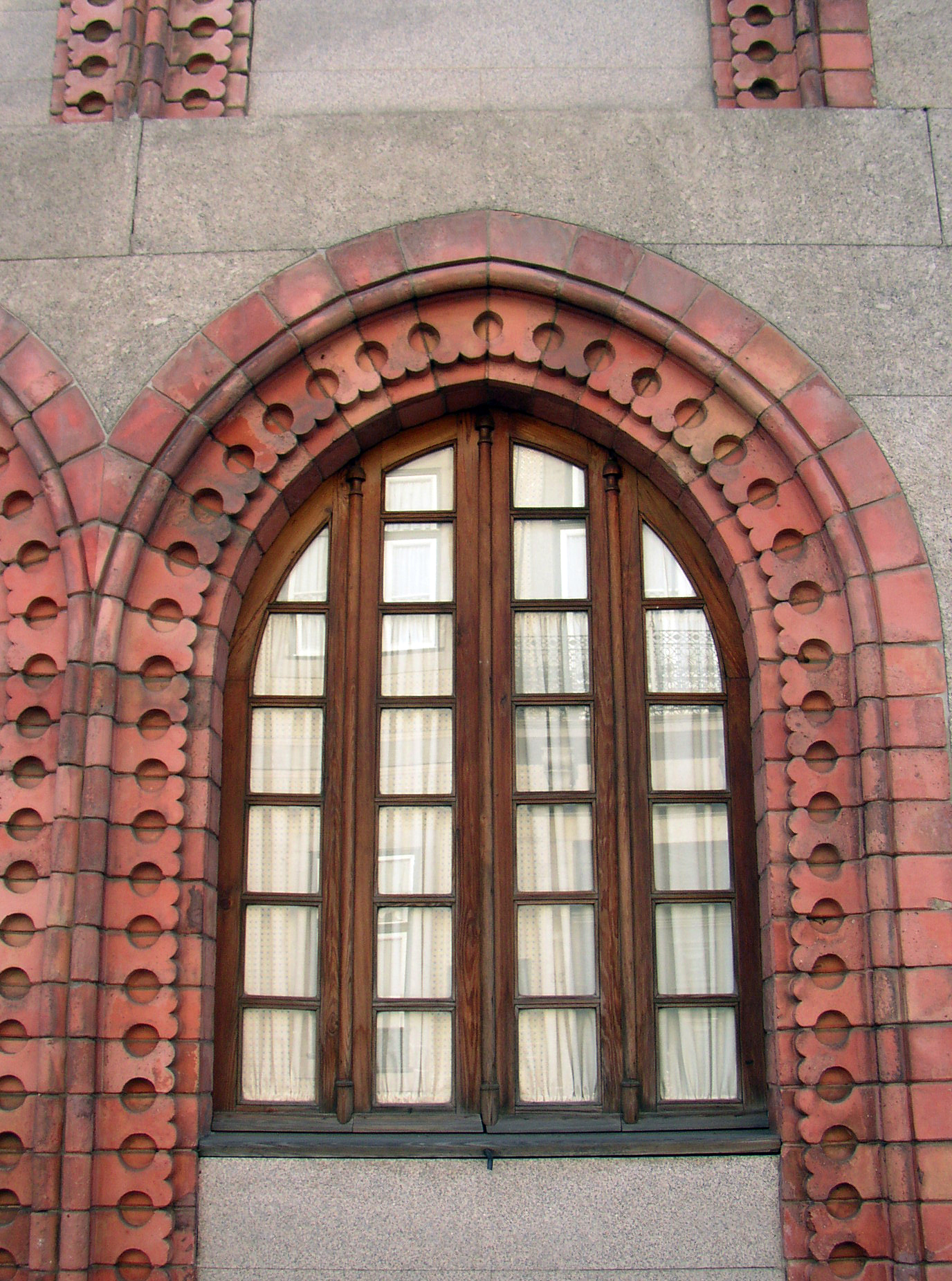
Casa-Museu Teixeira Lopes (pormenor)
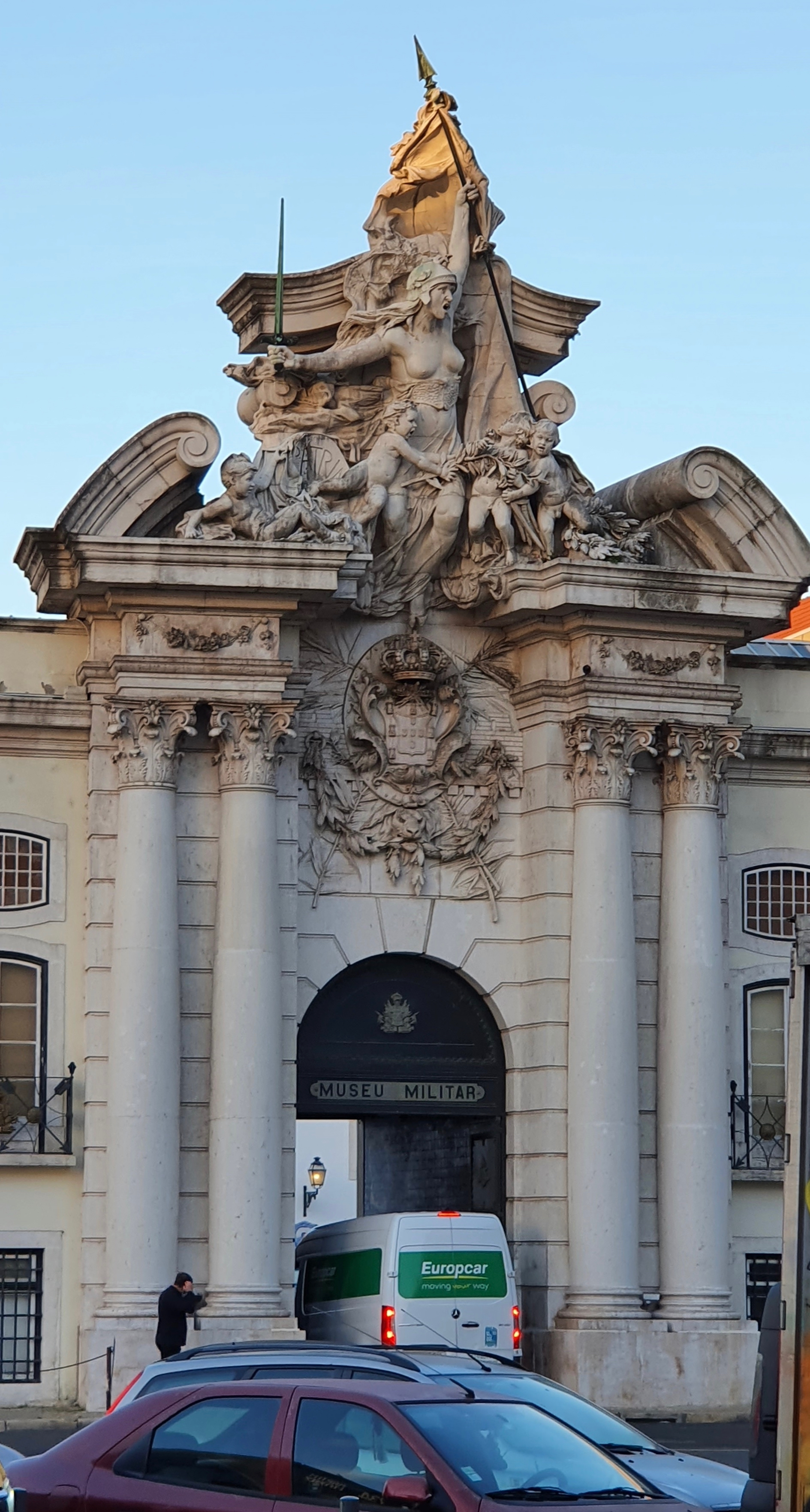
Portal do Museu Militar
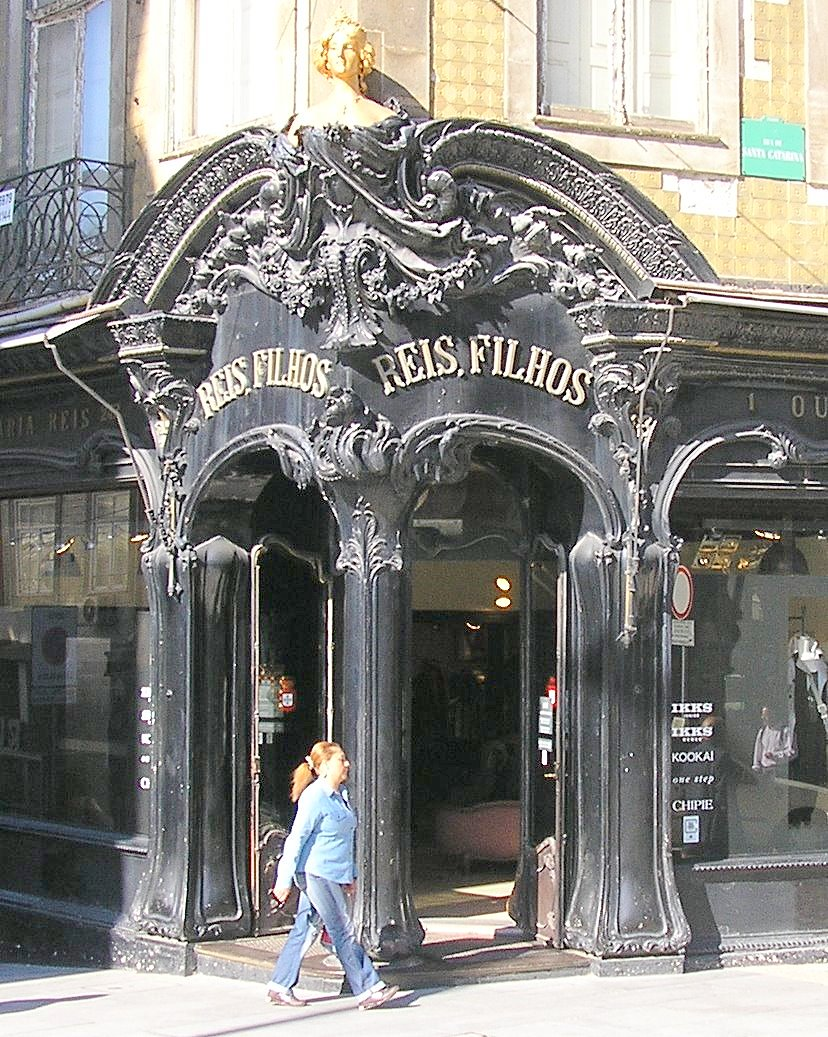
Ourivesaria Reis Filhos, Lda.
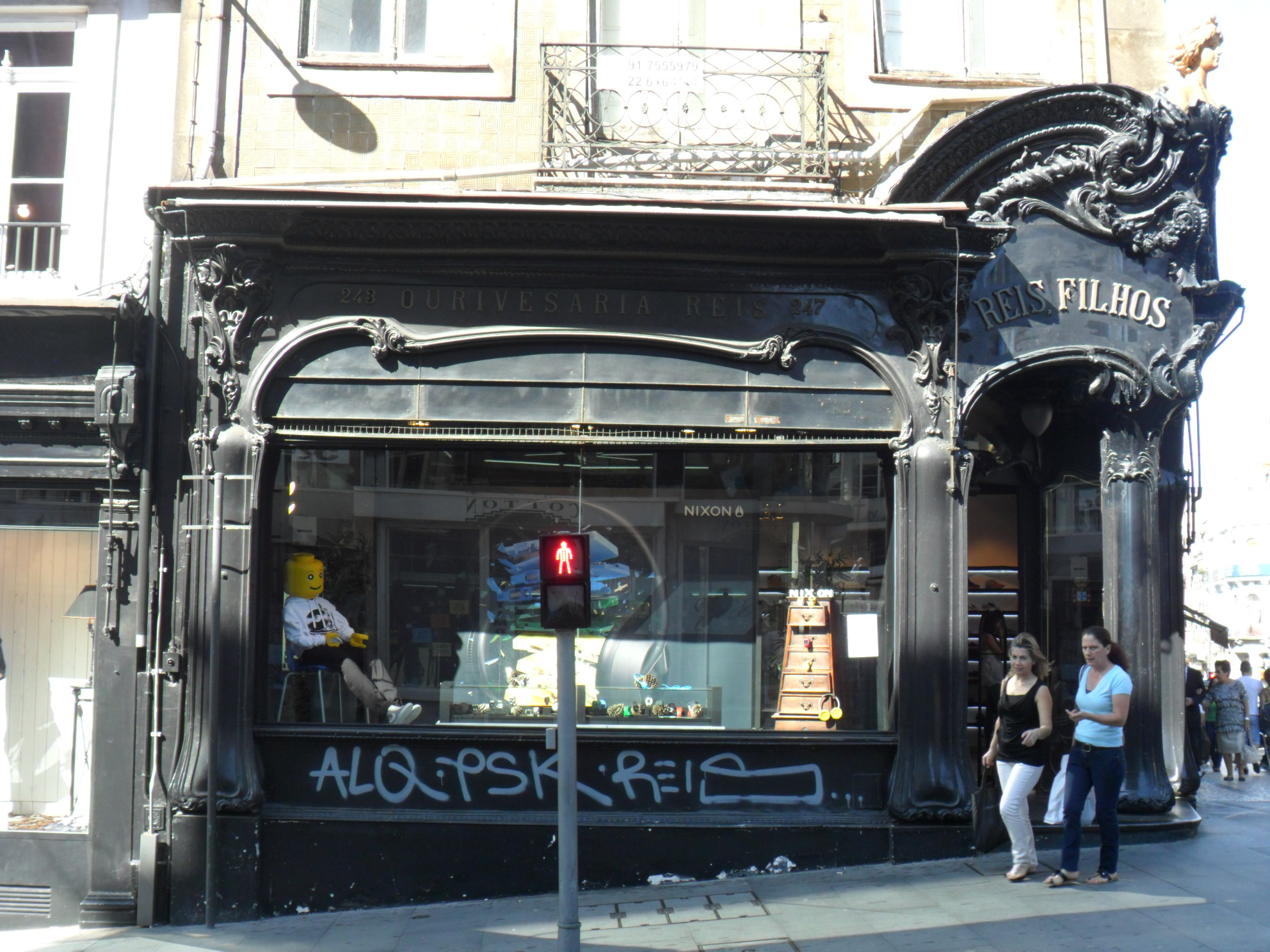
Ourivesaria Reis Filhos, Lda.
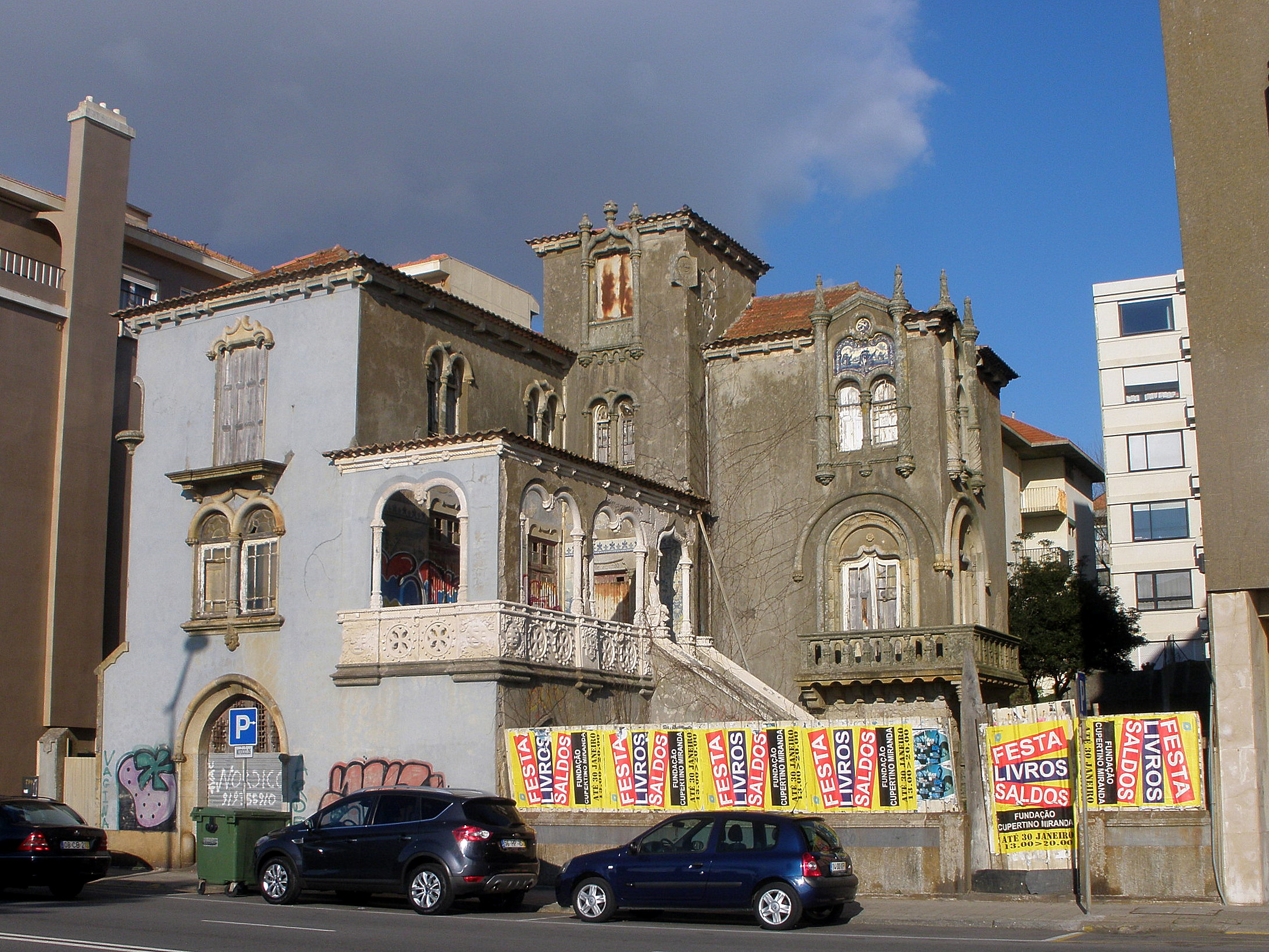
Palacete Neomanuelino
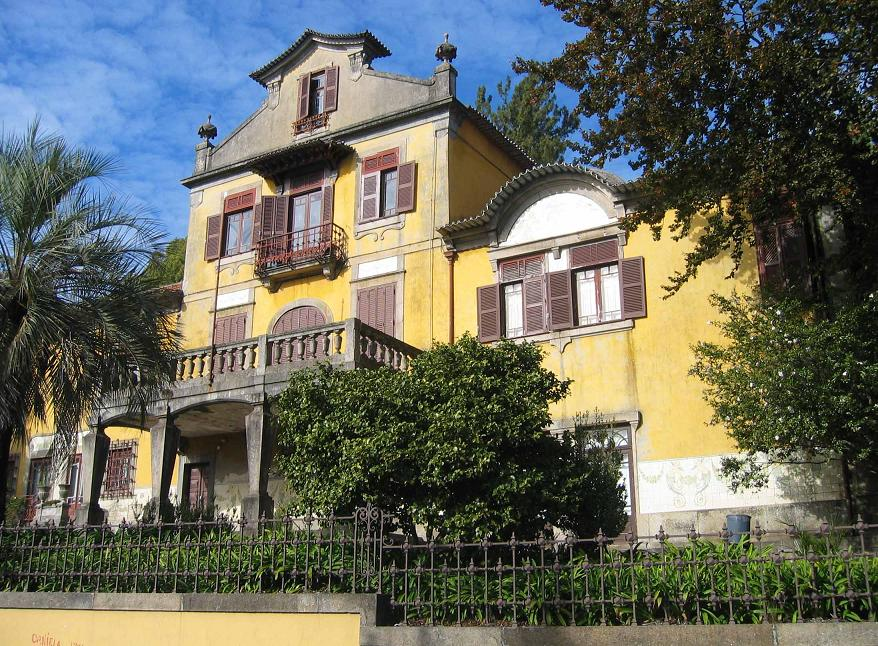
Casa da Quinta de São Roque
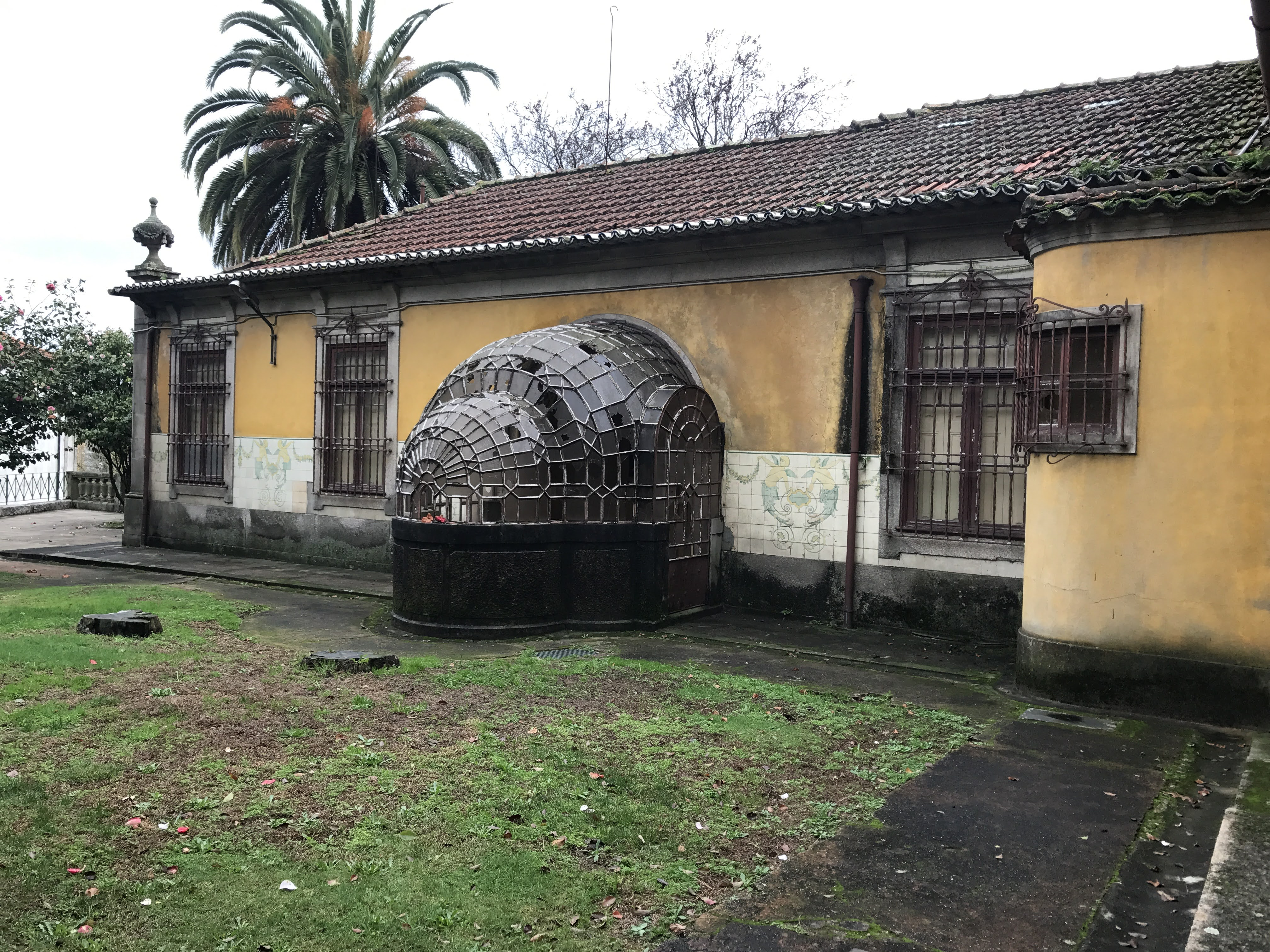
Casa da Quinta de São Roque
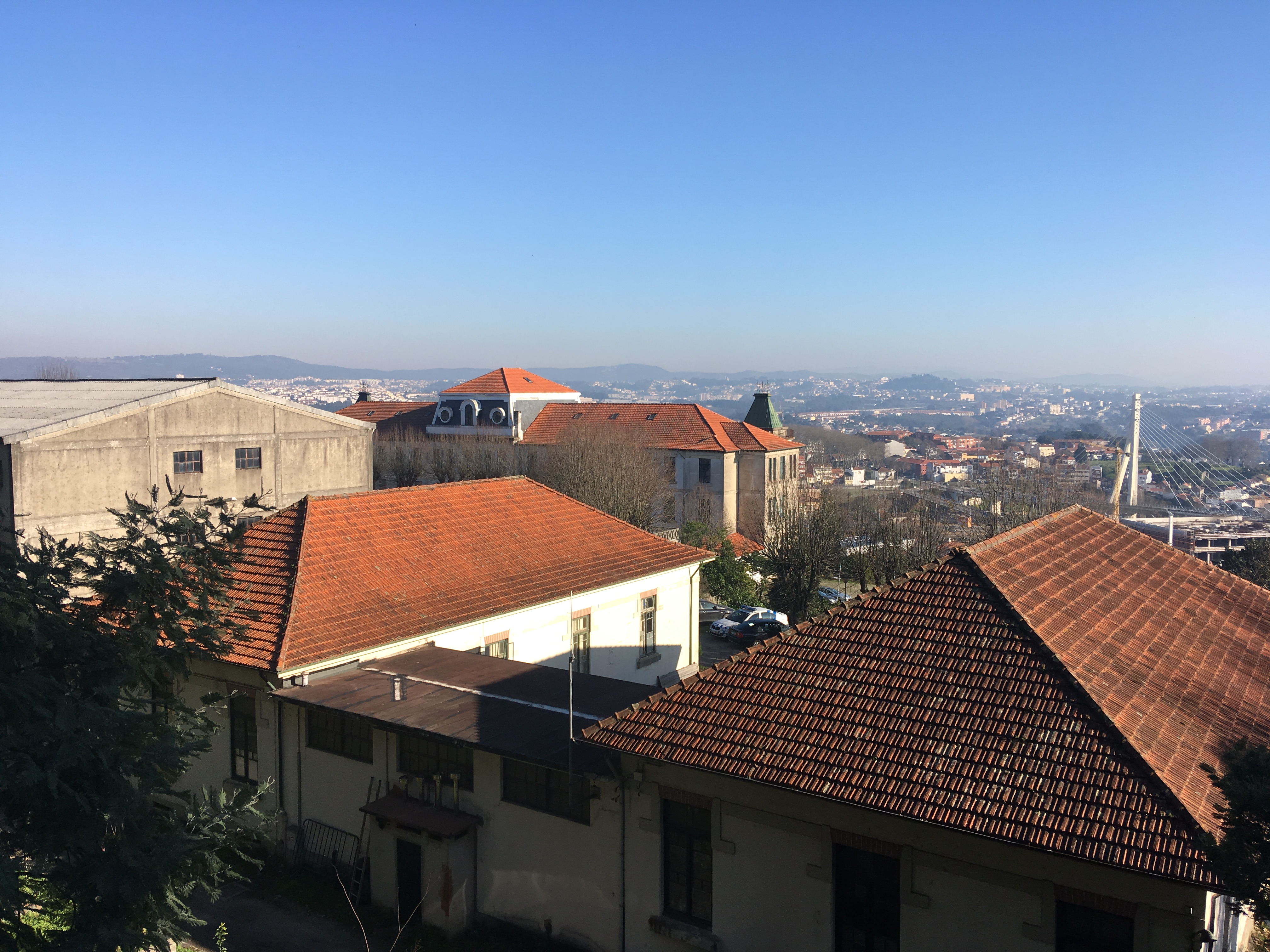
Instituto Moderno
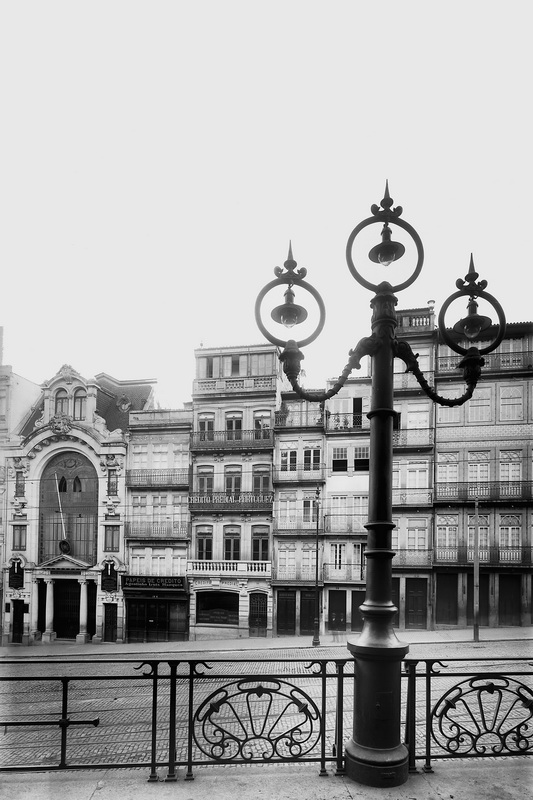
Casa bancária José Augusto Dias, Filho & C.ª, na Praça Almeida Garrett
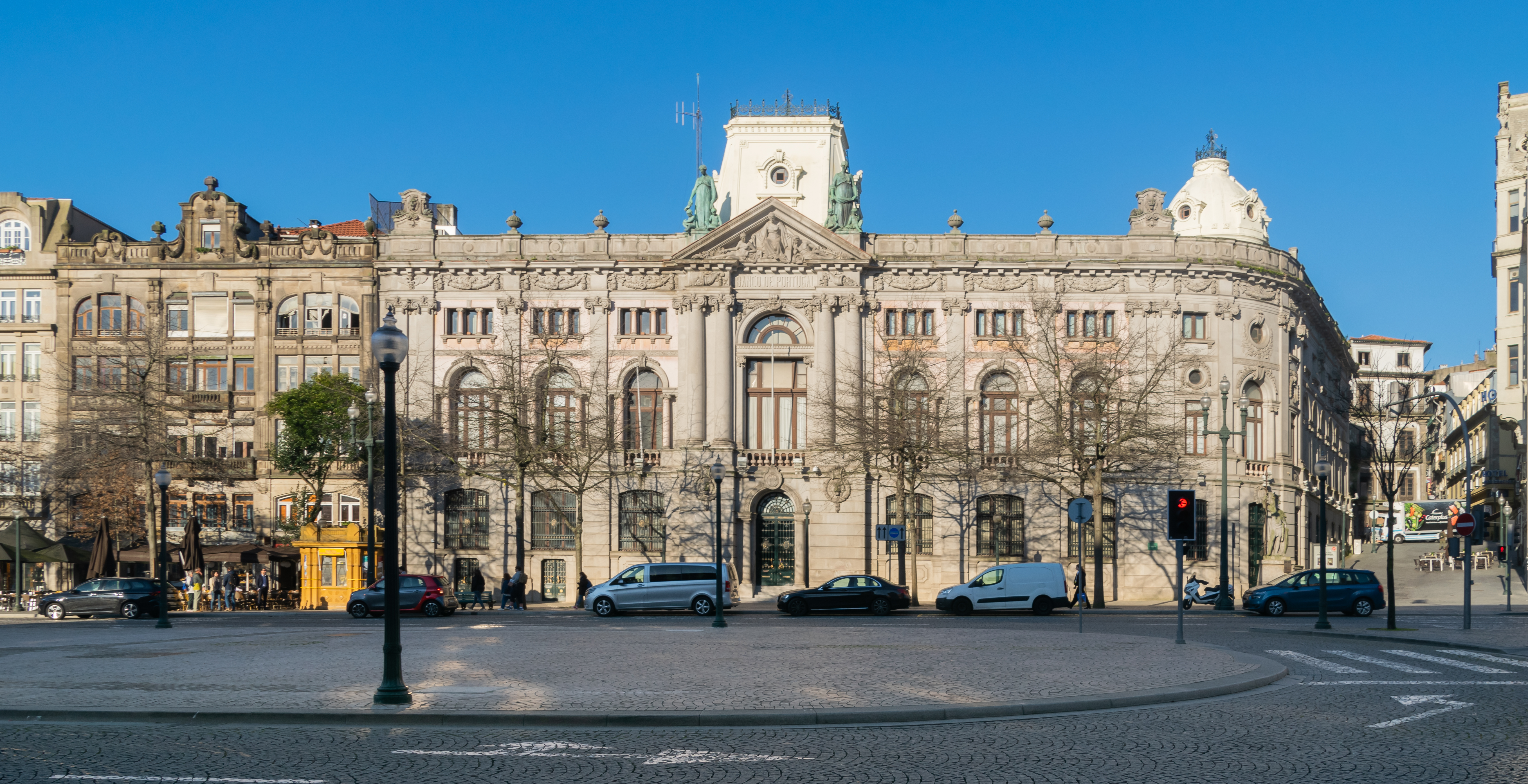
Agência do Banco de Portugal no Porto